# Mehrfamilienhaus Neue Reihe 31
Das Mehrfamilienhaus Neue Reihe 31 in der niedersächsischen Kreisstadt Cuxhaven im Landkreis Cuxhaven stammt vom Ende des 19. Jahrhunderts.
Aktuell (2024) wird es für Wohnungen und ein Atelier genutzt.
Das Gebäude steht unter Denkmalschutz (siehe auch Liste der Baudenkmale in Cuxhaven).

## Geschichte und Beschreibung
Die Straße Neue Reihe verläuft parallel zur Straße Am Seedeich von der östlichen Deichstraße / Am Alten Hafen und Zollkaje bis zur westlichen Kasernenstraße. Die 1830 benannte Straße Neue Reihe war in der Hafennähe ein Wohngebiet für Bewohner mit Seefahrtsberufen. 1896 wurde die Straße gepflastert und mit der Ausbauphase wandelte sich die Bevölkerungsstruktur. Denkmalgeschützt ist auch die Gruppe Wohnhäuser Neue Reihe 39 bis 54 und das Wohnhaus Neue Reihe 18.
Das zweigeschossige traufständige verputzte historisierende Gebäude auf Keller mit schiefergedecktem Mansarddach wurde 1897 gebaut. Die fünfachsige Fassade wurde straßenseitig gestaltet mit horizontalen Fugenschnitten, Balustraden im Brüstungsbereich der drei mittleren Fenster des Erdgeschosses, gliedernden Gesimsen und Lisenen mit dekorativen Konsolen zur Traufe. Der überdachte Eingang ist in einer zurückversetzten Achse an der Ostseite.
Das Landesdenkmalamt befand u. a.: „… ist in schlichten Formen historistischer Architektur gestaltet …“